# Agnieszka Dygant
Agnieszka Urszula Dygant (Piaseczno, 27 maart 1973) is een Poolse theater- en filmactrice. Ze is getrouwd met de regisseur Patrick Yoka van wie ze een zoon heeft, Xawery.